# Kapela Dvor
Kapela Dvor – wieś w Chorwacji, w żupanii virowiticko-podrawskiej, w gminie Lukač. W 2011 roku liczyła 259 mieszkańców.